# NGC 1176
NGC 1176 — звезда в созвездии Персей.
Этот объект входит в число перечисленных в оригинальной редакции «Нового общего каталога».
Гийом Бигурдан допустил ошибку в 1 градус в NPD объекта. Если использовать исправленный NPD в 1860 году, то в 0,25' есть слабая звезда, которая и является NGC 1176.